# Соломна
Соломна (укр. Соломна) — село в Волочисском районе Хмельницкой области Украины.
Население по переписи 2001 года составляло 1111 человек. Почтовый индекс — 31272. Телефонный код — 3845. Занимает площадь 2,87 км². Код КОАТУУ — 6820987401.

## Местный совет
31272, Хмельницкая обл., Волочисский р-н, с. Соломна